# Реслманія 22
«Реслманія» (англ. «WrestleMania», в хронології відома як «Реслманія 22») — дватцять друга Реслманія в історії. Шоу проходило 2 квітня 2006 року у Роузмонті в Олстейт-арена.
Мішель Вільямс перед шоу виконала «America the Beautiful».
Шоу коментували Джим Росс і Джеррі «Король» Лоулер від арени RAW та Майкл Коул і Тазз від арени SmackDown.